# Ryan Jack
Ryan Jack (Aberdeen, Escocia, Reino Unido, 27 de febrero de 1992) es un futbolista escocés que juega de centrocampista y su equipo es el Esenler Erokspor de la TFF Primera División.

## Trayectoria
Desde muy pequeño comenzó jugando al fútbol en las categorías inferiores del Aberdeen, el equipo de su ciudad natal, hasta llegar al primer equipo en 2010. Su debut oficial con el Aberdeen fue en septiembre de 2010 ante el Rangers. Su primer gol oficial fue en enero de 2011 ante el Thistle Football Club en un partido de la Scottish Premiership. Tras haber jugado un total de 200 partidos con el Aberdeen, Ryan Jack abandonó el club en 2017 para firmar con el Rangers. Su primer partido oficial fue en la Fase previa de la UEFA Europa League 2017-18 en la derrota ante el FC Progrès Niederkorn de Luxemburgo. En su primera visita con el Rangers a Aberdeen, Jack acabó expulsado en la segunda mitad del encuentro, el partido acabó con victoria por 2-1 a favor de su equipo el Rangers. En diciembre de 2018 Ryan Jack firmó un nuevo contrato que le unía hasta junio de 2021.

## Selección nacional
Debutó con la selección de fútbol de Escocia en un partido amistoso en noviembre de 2017 ante Países Bajos.

### Participaciones en Eurocopas
| Copa          | Sede     | Resultado    | Partidos | Goles |
| ------------- | -------- | ------------ | -------- | ----- |
| Eurocopa 2024 | Alemania | Primera fase | 0        | 0     |

## Clubes
| Club             | País    | Año       |
| ---------------- | ------- | --------- |
| Aberdeen F. C.   | Escocia | 2010-2017 |
| Rangers F. C.    | Escocia | 2017-2024 |
| Esenler Erokspor | Turquía | 2024-     |

## Palmarés

### Títulos nacionales
| Título                     | Club           | País    | Año  |
| -------------------------- | -------------- | ------- | ---- |
| Copa de la Liga de Escocia | Aberdeen F. C. | Escocia | 2014 |
| Scottish Premiership       | Rangers F. C.  | Escocia | 2021 |
| Copa de Escocia            | Rangers F. C.  | Escocia | 2022 |
| Copa de la Liga de Escocia | Rangers F. C.  | Escocia | 2024 |